# Pieter Willem Korthals

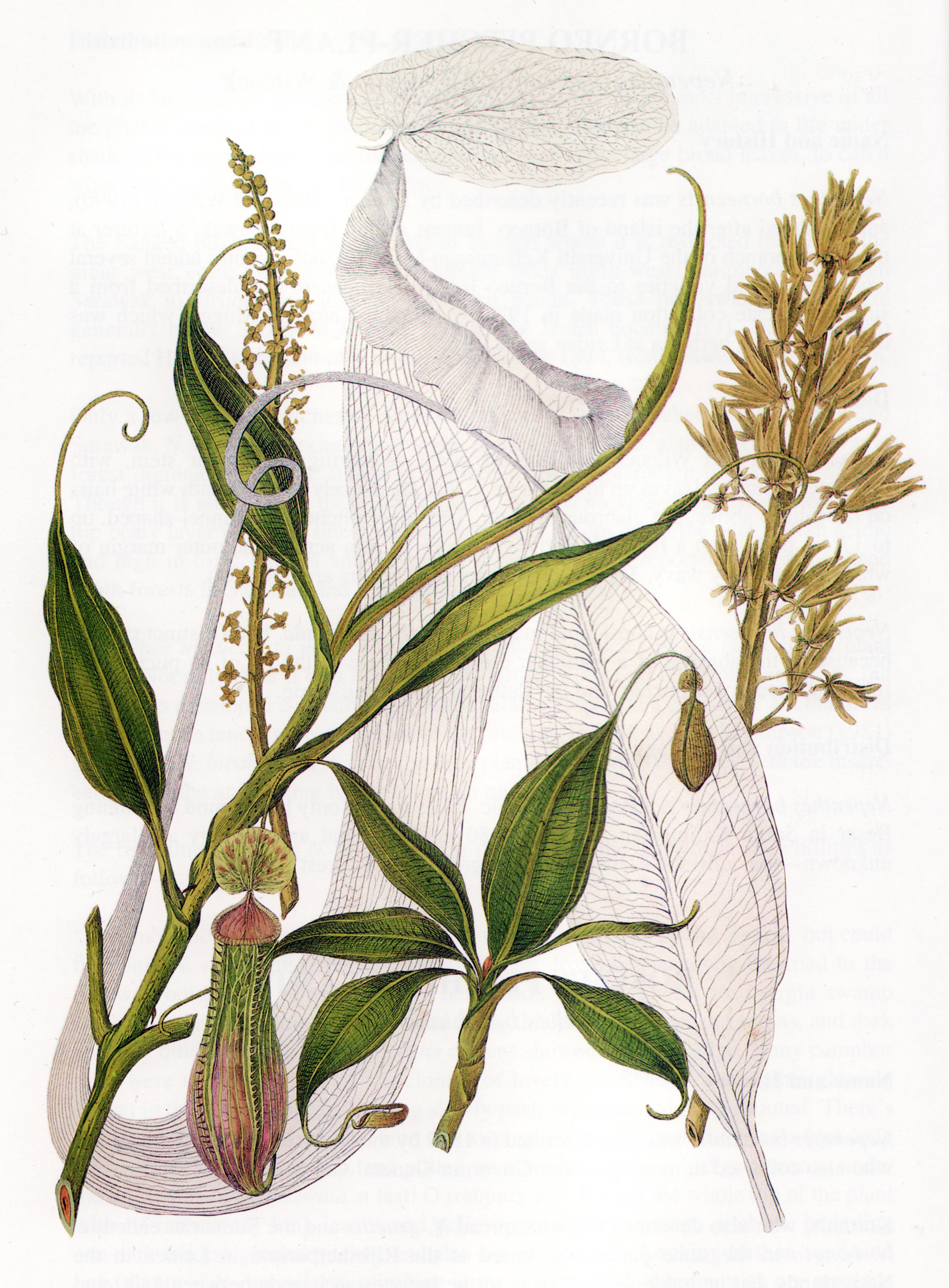
Nepenthes boschiana (ilustração original da obra de P. W. Korthals intitulada Over het geslacht Nepenthes.

Pieter Willem Korthals (Amsterdam, 1 de setembro de 1807 — Haarlem, 8 de fevereiro de 1892) foi um botânico que se distinguiu ao serviço da administração colonial das Índias Orientais Neerlandesas, região onde residiu entre 1831 e 1836, ao descrever numerosas espécies da Malésia e em especial do arquipélago indonésio.

## Biografia
Para além de explorador e colector de plantas, Korthals dedicou-se ao estudo da flora da Malésia. Este interesse nasceu por ter exercido de 1831 a 1836 as funções de botânico oficial da Natuurkundige Commissie voor Nederlandsch Indië (Comissão de História Natural das Índias Neerlandesasa) Na obra que publicou nos anos 1840–1844 intitulada Verhandelingen over de natuurlijke geschiedenis der Nederlandsche overzeesche bezittingen. Botanie descreveu pela primeira vez as plantas carnívoras do género Nepenthes, sendo autor da primeira monografia sobre as plantas daquele género, publicada em 1839..
Entre as muitas espécies que descreveu conta-se Mitragyna speciosa (conhecida por kratom), comercializada pelas suas propriedades relaxantes e medicinais.:59
O seu nome foi utilizado como epónimo por Carl Ludwig Blume ao criar o género Korthalsia (família Arecaceae), e por Philippe Édouard Léon Van Tieghem ao propor o género Korthalsella (família Santalaceae). O epíteto específico da espécie Bulbophyllum korthalsii também foi proposto em sua homenagem.

## Obras
Entre muitas outras, é autor das seguintes obras:
- Observationes de Naucleis indicis… 1839.
- "Over het geslacht Nepenthes". In: C. J. Temminck (ed.): Verhandelingen over de natuurlijke geschiedenis der Nederlandsche overzeesche bezittingen. Kruidkunde. 1–44, pls. 1–4, 13–15, 20–22, 1839.
- Verhandelingen over de natuurlijke geschiedenis der Nederlandsche overzeesche bezittingen. Botanie. (acehbooks.org [PDF] edição original: 1839, 1840–1844).